# Дејвид Хајд Пирс
Дејвид Хајд Пирс (енгл. David Hyde Pierce; Саратога Спрингс, 3. април 1959) амерички је позоришни, филмски и ТВ глумац и комичар.